# Равшан (футбольний клуб)
Футбольний клуб «Равшан» (Куляб) або просто «Равшан» (тадж. Клуби футболи «Равшан» (Кулоб)) — таджицький професіональний футбольний клуб з міста Куляб. Один з лідерів таджицького футболу 2010-их років.

## Назви клубу
- до 2002: ФК «Ансоль» (Куляб)
- 2003—2004: «Олімп—Ансоль» (Куляб)
- 3 2005: «Равшан» (Куляб)

## Історія
Команда була заснована в 1965 році під назвою ФК «Ансоль» (Куляб). До 1970 команда виступала під іменами «Зірка», «Інструментальник» та «Мотор». Після розпаду СРСР в 1991 році команда почала виступати в національному Чемпіонаті Таджикистану.
У вищому дивізіоні чемпіонату Таджикистану «Равшан» виступав в 1992-1997, 1999-2000, 2002-2005 роках і з 2008 року по теперішній час. У 1994 році "Равшан" вперше став володарем Кубку Таджикистану. У 2004—2006 роках команда через відсутність спонсора не брала участь у національному чемпіонаті. У 2007 році за підтримки Хукумата міста Куляб команда «Равшан» знову повернулася до участі в національних змаганнях, перемогла в Першій лізі чемпіонату Республіки Таджикистан і здобула путівку до Вищої ліги. Основну частину складу команди складали молоді футболісти. Команда в 2008-2010 роках брала участі у вищій лізі і став володарем 7-го та 9-го місць в національному чемпіонаті.
У 2011 році Правління «Агроінвестбанку» стало головним спонсором команди. Тренерський тандем Маруф Рустамов і Гайрат Мірахмадов привели «Равшан» до двох перемог в чемпіонаті країни (2012 і 2013) і бронзових медалей в 2011 році. Цього року команда добре показала себе. В кінці чемпіонату команда з 89 очками завоювала 3-тє місце. З 2012 року офіційним спонсором команди став «Бозори Хочи Шаріф». Президентом клубу став молодий Зайнулла Сохібов. У 2015 році клуб в черговий раз виграв бронзові медалі.
З 20 січня 2012 року футбольний клуб «Равшан» почав готуватися до 21-го чемпіонату Республіки Таджикистан. До складу команди увійшли 40 гравців з різних куточках Республіки. Основні гравці команди — жителі міста Куляб.

## Досягнення
- Чемпіонат Таджикистану
  -  Чемпіон (2): 2012,[1] 2013[2]
  -  Бронзовий призер (2): 2011,[3] 2015[4]

- Перша ліга чемпіонату Таджикистану
  -  Чемпіон (1): 2007

- Кубок Таджикистану
  -  Володар (2): 1994[5], 2020
  -  Фіналіст (3): 1993,[6] 2003, 2023

- Суперкубок Таджикистану
  -  Володар (2): 2013, 2023
  -  Фіналіст (2): 2014, 2024

## Статистика виступів у національних турнірах
| Сезон | Ліга | Ліга | Ліга | Ліга | Ліга | Ліга | Ліга | Ліга | Ліга | Кубок Таджикистану | Бомбардир           | Бомбардир |
| Сезон | Див. | Міс. | Іг.  | В    | Н    | П    | ЗМ   | ПМ   | О    | Кубок Таджикистану | Ім'я                | В лізі    |
| ----- | ---- | ---- | ---- | ---- | ---- | ---- | ---- | ---- | ---- | ------------------ | ------------------- | --------- |
| 1992  | 1-ша | 12   | 10   | 0    | 1    | 9    | 4    | 20   | 1    |                    |                     |           |
| 1993  | 1-ша | 11   | 30   | 12   | 5    | 13   | 50   | 41   | 29   | Переможець         |                     |           |
| 1994  | 1-ша | 12   | 30   | 9    | 3    | 18   | 41   | 71   | 21   | Фіналіст           |                     |           |
| 1995  | 1-ша | 7    | 28   | 13   | 2    | 13   | 55   | 52   | 41   |                    |                     |           |
| 1996  | 1-ша | 4    | 30   | 20   | 3    | 7    | 87   | 36   | 63   |                    | Мухитдін Іззатулоєв | 35        |
| 1997  | 1-ша | 6    | 24   | 13   | 1    | 10   | 47   | 32   | 40   |                    |                     |           |
| 1999  | 1-ша | 3    | 22   | 15   | 1    | 6    | 62   | 36   | 46   |                    | І.Ісаков            | 18        |
| 2003  | 1-ша | 6    | 30   | 17   | 3    | 10   | 69   | 46   | 54   |                    |                     |           |
| 2004  | 1-ша | 9    | 36   | 10   | 6    | 20   | 55   | 70   | 36   |                    |                     |           |
| 2005  | 1-ша | 8    | 18   | 4    | 5    | 9    | 21   | 29   | 17   |                    |                     |           |
| 2007  | 2-га | 1    |      |      |      |      |      |      |      |                    |                     |           |
| 2008  | 1-ша | 10   | 40   | 7    | 6    | 27   | 43   | 103  | 27   |                    |                     |           |
| 2009  | 1-ша | 7    | 18   | 5    | 2    | 11   | 25   | 45   | 17   | Перший раунд       |                     |           |
| 2010  | 1-ша | 9    | 32   | 1    | 3    | 28   | 18   | 95   | 6    |                    |                     |           |
| 2011  | 1-ша | 3    | 40   | 29   | 2    | 9    | 78   | 38   | 89   |                    |                     |           |
| 2012  | 1-ша | 1    | 24   | 20   | 2    | 2    | 51   | 10   | 62   | 1/16 фіналу        | Нумонджон Хакімов   | 12        |
| 2013  | 1-ша | 1    | 18   | 14   | 4    | 0    | 26   | 5    | 46   |                    | Хасан Рустамов      | 7         |
| 2014  | 1-ша | 10   | 18   | 2    | 3    | 13   | 18   | 44   | 9    |                    | Новруз Рустамов     | 6         |
| 2015  | 1-ша | 3    | 18   | 10   | 4    | 4    | 37   | 26   | 34   | 1/2 фіналу         | Хоссейн Сохрабі     | 18        |

## Статистика виступів на континентальних турнірах
| Сезон | Змагання  | Раунд         |          | Клуб                | Відома | На виїзді |
| ----- | --------- | ------------- | -------- | ------------------- | ------ | --------- |
| 2013  | Кубок АФК | Груповий етап | Йорданія | Аль-Ратма           | 0–1    | 0–5       |
| 2013  | Кубок АФК | Груповий етап | Сирія    | Аль-Шорта (Дамаск)  | 1–3    | 0–2       |
| 2013  | Кубок АФК | Груповий етап | Кувейт   | Аль-Кадсія          | 1–3    | 0–3       |
| 2014  | Кубок АФК | Плей-оф       | Ємен     | Аль-Ямрук Аль-Равда | 2–1    | –         |
| 2014  | Кубок АФК | Груповий етап | Оман     | Аль-Сувейк          | 0–5    | 1–3       |
| 2014  | Кубок АФК | Груповий етап | Ліван    | Аль-Сафа            | 1–2    | 0–8       |
| 2014  | Кубок АФК | Груповий етап | Йорданія | Тхат Рас            | 2–3    | 1–5       |

## Відомі гравці
- Дмитрій Павліш
- Євген Гриценко
- Валерій Турсунов
- Ізатулло Ісхоков
- Маухаммаджон Хабібуллоєв
- Саді Іззатов
- Маруф Рустамов
- Бахром Рустамов
- Гайрат Мірахмадов
- Ісмоїл Шонов
- Джамолиддін

Зардиєв

## Відомі тренери
- 2011—2014:  Маруф Рустамов
- 2014:  Гайраталі Мірахмадов
- 2015 (лютий-липень): Махмаджон Хабібуллоєв